# Nová Telib
Nová Telib je obec v okrese Mladá Boleslav v Středočeském kraji. Rozkládá se asi jedenáct kilometrů východně od Mladé Boleslavi. Žije zde 319 obyvatel.

## Historie
První písemná zmínka o obci pochází z roku 1378.

## Obyvatelstvo
| Rok            | 1869 | 1880 | 1890 | 1900 | 1910 | 1921 | 1930 | 1950 | 1961 | 1970 | 1980 | 1991 | 2001 | 2011 | 2021 |
| -------------- | ---- | ---- | ---- | ---- | ---- | ---- | ---- | ---- | ---- | ---- | ---- | ---- | ---- | ---- | ---- |
| Počet obyvatel | 298  | 316  | 300  | 292  | 282  | 273  | 263  | 187  | 190  | 168  | 170  | 149  | 153  | 231  | 292  |
| Počet domů     | 44   | 47   | 49   | 51   | 54   | 54   | 59   | 57   | 52   | 46   | 46   | 61   | 61   | 93   | 112  |

## Obecní správa

### Územněsprávní začlenění
Dějiny územněsprávního začleňování zahrnují období od roku 1850 do současnosti. V chronologickém přehledu je uvedena územně administrativní příslušnost obce v roce, kdy ke změně došlo:
- 1850 země česká, kraj Jičín, politický i soudní okres Mladá Boleslav, městys Březno[7]
- 1855 země česká, kraj Mladá Boleslav, soudní okres Mladá Boleslav, městys Březno[7]
- 1868 země česká, politický i soudní okres Mladá Boleslav, městys Březno[7]
- 1939 země česká, Oberlandrat Jičín, politický i soudní okres Mladá Boleslav, městys Březno[8]
- 1942 země česká, Oberlandrat Praha, politický i soudní okres Mladá Boleslav, městys Březno[9]
- 1945 země česká, správní i soudní okres Mladá Boleslav, městys Březno[10]
- 1949 Pražský kraj, okres Mladá Boleslav, městys Březno[11]
- 1950 Pražský kraj, okres Mladá Boleslav[12]
- 1960 Středočeský kraj, okres Mladá Boleslav[13]
- k 1. lednu 1986 Středočeský kraj, okres Mladá Boleslav, městys Březno[12]
- k 24. listopadu 1990 Středočeský kraj, okres Mladá Boleslav[12]

### Části obce
- Nová Telib
- Kladěruby

### Obecní symboly
Znak a vlajka byly obci uděleny rozhodnutím předsedy Poslanecké sněmovny Parlamentu České republiky dne 10. září 2020.

## Doprava

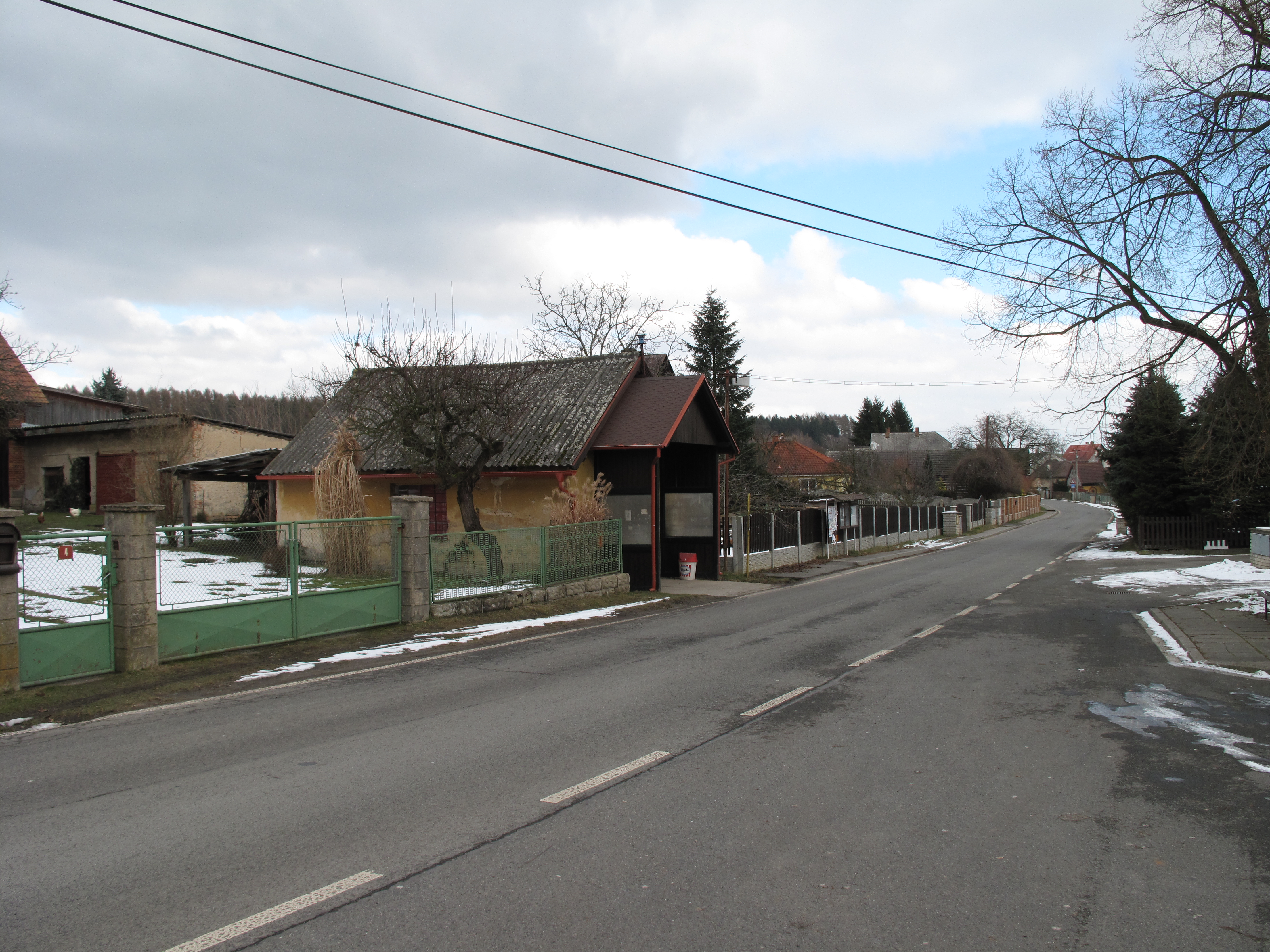
Silnice a autobusová zastávka

Do obce vede silnice III. třídy. Železniční trať ani stanice na území obce nejsou. Nejblíže je železniční zastávka Březno u Mladé Boleslavi ve vzdálenosti 5 km ležící na trati 064 v úseku mezi Mladou Boleslaví a Dolním Bousovem.
V obci zastavovala v pracovních dnech května 2011 autobusová linka Mladá Boleslav – Kobylnice – Semčice (6 spojů tam, 5 spojů zpět, dopravce TRANSCENTRUM bus).

## Pamětihodnosti
- Výklenková kaplička se zvoničkou na návsi